# Krzysztof Michalski (malarz)
Krzysztof Michalski (ur. 27 maja 1962 w Kazimierzu Dolnym) – polski malarz, pejzażysta.

## Życiorys
Krzysztof Michalski ukończył Państwowe Liceum Sztuk Plastycznych w Zamościu w klasie ze specjalizacją w dziedzinie konserwacji rzeźby i detalu architektonicznego. Następnie studiował na Wydziale Artystycznym Uniwersytetu Marii Curie-Skłodowskiej w Lublinie, gdzie uzyskał dyplom magistra z rzeźby w pracowni prof. Bogumiła Zagajewskiego. W roku 1999 na podstawie prac i dorobku artystycznego, został przyjęty do Związku Polskich Artystów Malarzy i Grafików. Należy również do Kazimierskiej. Konfraterni Sztuki. Obecnie jest nauczycielem plastyki w kazimierskim liceum.

## Twórczość
Głównymi tematami jego twórczości jest weduta, martwa natura oraz pejzaż. Uprawia głównie malarstwo sztalugowe w technice olejnej, akrylowej i akwarelowej. Swój dorobek prezentował na licznych wystawach indywidualnych i zbiorowych. Prace w zbiorach prywatnych w kraju i za granicą oraz w muzeum w Hortobagy na Węgrzech.